# El Cantón, Guerrero
El Cantón är en ort i Mexiko.   Den ligger i kommunen Acapulco de Juárez och delstaten Guerrero, i den södra delen av landet, 290 km söder om huvudstaden Mexico City. El Cantón ligger 177 meter över havet och antalet invånare är 503.
Terrängen runt El Cantón är kuperad åt nordväst, men åt sydost är den platt. Runt El Cantón är det tätbefolkat, med 397 invånare per kvadratkilometer. Närmaste större samhälle är Aguas Calientes, 7,3 km sydväst om El Cantón. Omgivningarna runt El Cantón är en mosaik av jordbruksmark och naturlig växtlighet.